# Lauren Boyle
Lauren Marie Boyle (ur. 14 grudnia 1987 w Auckland) – nowozelandzka pływaczka specjalizująca się w stylu dowolnym, mistrzyni i była rekordzistka świata na krótkim basenie, dwukrotna wicemistrzyni świata na basenie 50-metrowym i finalistka igrzysk olimpijskich.
Mistrzyni świata na krótkim basenie 2012 ze Stambułu na dystansie 800 m stylem dowolnym. Brązowa medalistka mistrzostw świata z Barcelony na 400 m i 1500 m stylem dowolnym.
Uczestniczka igrzysk olimpijskich w Pekinie, Londynie i Rio de Janeiro.
31 lipca 2017 roku ogłosiła zakończenie kariery pływackiej.